# Cicada
Cicada es un género de cigarras del viejo mundo de la familia de los cicádidos.

## Especies
Hay al menos 60 especies descritas en este género:
- Cicada aichorni Heer, 1853
- Cicada albicans Walker & F., 1858
- Cicada albida Gmelin, 1789
- Cicada americana Gmelin, 1789
- Cicada asius Walker & F., 1850
- Cicada atomaria Fabricius, 1794
- Cicada barbara (Stal, 1866)
- Cicada benghalensis Houttuyn, 1787
- Cicada bimaculata Houttuyn, 1787
- Cicada brazilensis Metcalf, 1963
- Cicada cantillans Houttuyn, 1787
- Cicada casmatmema Capanni, 1894
- Cicada cerisyi Guérin-Méneville, 1844
- Cicada cinerea
- Cicada clarisona Hancock, 1834
- Cicada collaris De Geer, 1773
- Cicada complex Walker & F., 1850
- Cicada confusa Metcalf, 1963
- Cicada cretensis Quartau & Simoes, 2005
- Cicada dipalliata
- Cicada dominula Houttuyn, 1787
- Cicada effecta Walker, 1858
- Cicada egregia Uhler, 1903
- Cicada forsythii Buckton, 1891
- Cicada fuscomaculata Goeze, 1778
- Cicada goezei Metcalf, 1963
- Cicada grandiosa Scudder, 1892
- Cicada guttata Forster, 1771
- Cicada javanensis Metcalf, 1963
- Cicada kirkaldyi Metcalf, 1963
- Cicada leucothoe Walker, 1852
- Cicada lineola
- Cicada lineolata
- Cicada lodosi Boulard, 1979
- Cicada mannifica Forskal, 1775
- Cicada melanaria Germar, 1830
- Cicada melanoptera Gmelin, 1789
- Cicada mordoganensis Boulard, 1979
- Cicada muscilliformis
- Cicada muscoides Houttuyn, 1787
- Cicada nigropunctata Goeze, 1778
- Cicada nodosa
- Cicada novella Metcalf, 1963
- Cicada olivierana Metcalf, 1963
- Cicada opercularis Olivier, 1790
- Cicada orni Linnaeus, 1758
- Cicada palearctica
- Cicada pallens
- Cicada pallida Goeze, 1778
- Cicada pennata (Distant, 1881)
- Cicada permagna (Haupt, 1917)
- Cicada poae
- Cicada proserpina Weyenbergh, H. & Jr., 1874
- Cicada purpurescens Metcalf, 1963
- Cicada quadristriata Gmelin, 1790
- Cicada regina Graber & V., 1876
- Cicada rubicunda Houttuyn, 1787
- Cicada sahlbergi Stål, 1854
- Cicada sebai Metcalf, 1963
- Cicada thalassina Germar, 1830
- Cicada turtoni Metcalf, 1963
- Cicada ungeri Heer, 1853
- Cicada variegata Houttuyn, 1787
- Cicada virescens Fabricius, 1794